# Novobiriljusszi
Novobiriljusszi (oroszul: Новобирилюссы) falu Oroszország ázsiai részén, a Krasznojarszki határterületen, a Biriljusszi járás székhelye.
Népessége: 4141 fő (a 2010. évi népszámláláskor).

## Elhelyezkedése
Krasznojarszktól 240 km-re északnyugatra, a Csulim partján helyezkedik el. Neve türk eredetű, jelentése: 'település a folyónál' (bir – 'folyó', lusszi-ulusz – 'település').

## Története
A falu – eredeti nevén Csipusevo – a korábbi járási székhelytől kb. 20 km-re fekszik. A Csulim tavasszal rendszeresen kiöntött, sőt 1966-ban áttörte a gátat, és az árvíz nagy károkat okozott a járásban. Utána elhatározták, hogy a járási székhelyet Biriljusszi faluból Csipusevo faluba helyezik át, melynek nevét Novobiriljusszira (Új-Biriljusszi) változtatták. A faluban gyors ütemben igazgatási és lakóépületeket, iskolát, kórházat, kultúrházat építettek. Fatemplomát eredetileg 1912-ben építették és egy elnéptelenedett faluból 1998-ban szállították át új helyére.